# El Orjane
El Orjane (en àrab العرجان, al-ʿUrjān; en amazic ⵍⵄⵯⵕⵊⴰⵏ) és una comuna rural de la província de Boulemane, a la regió de Fes-Meknès, al Marroc. Segons el cens de 2014 tenia una població total de 7.740 persones.